# Aposématisme

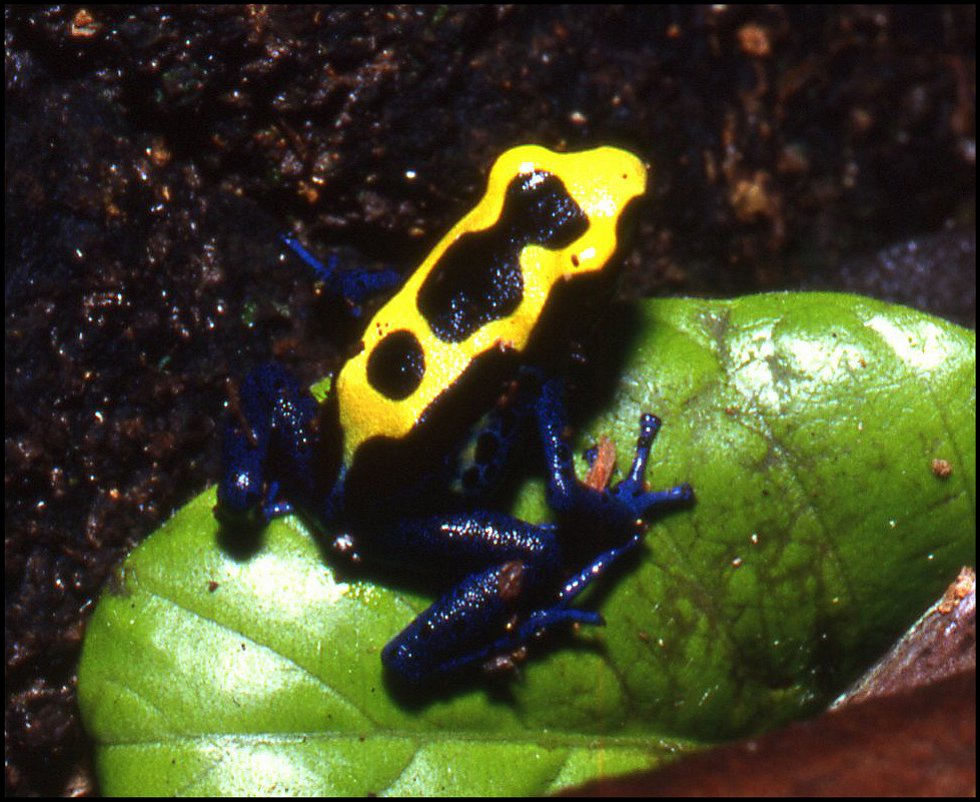
Dendrobates tinctorius, vue dorsale. Forêt primaire, montagnes de Kaw, Guyane française. Les couleurs vives avertissent les prédateurs de sa possible toxicité.

L'aposématisme est la capacité qu'ont certaines espèces (généralement des animaux, parfois des plantes) d'émettre un signal d'avertissement clairement perceptible par de potentiels prédateurs. Ce signal peut être visuel (le plus souvent une couleur), sonore ou olfactif (émission de molécules sémiochimiques répulsives). Un tel signal de défense contre les prédateurs avertit ces derniers d'un danger qu'ils doivent éviter : substances toxiques, spinescence, etc.,. 

## Étymologie
Le terme aposématisme vient du grec ancien : ἀπό / apó, « repousser », et σῆμα / sêma, « signal ».

## Historique
| Les glochides jaunes d'Opuntia howeyi (de), les zébrures sur les feuilles de l'Aloès maculé et les côtes grisâtres sillonnant la tige de l'Euphorbe vireuse présentent des couleurs aposématiques avertissant les prédateurs de la spinescence propre à protéger ces plantes contre les mammifères herbivores. |  | Les glochides jaunes d'Opuntia howeyi (de), les zébrures sur les feuilles de l'Aloès maculé et les côtes grisâtres sillonnant la tige de l'Euphorbe vireuse présentent des couleurs aposématiques avertissant les prédateurs de la spinescence propre à protéger ces plantes contre les mammifères herbivores. |  | Les glochides jaunes d'Opuntia howeyi (de), les zébrures sur les feuilles de l'Aloès maculé et les côtes grisâtres sillonnant la tige de l'Euphorbe vireuse présentent des couleurs aposématiques avertissant les prédateurs de la spinescence propre à protéger ces plantes contre les mammifères herbivores. |
| Les glochides jaunes d'Opuntia howeyi (de), les zébrures sur les feuilles de l'Aloès maculé et les côtes grisâtres sillonnant la tige de l'Euphorbe vireuse présentent des couleurs aposématiques avertissant les prédateurs de la spinescence propre à protéger ces plantes contre les mammifères herbivores. |  | |  | |

Alfred Russel Wallace, dans une réponse à un courrier de Charles Darwin en 1866, est le premier à avoir suggéré que l'aposématisme pouvait être un mécanisme évolutif. Darwin pensait que les couleurs voyantes pouvaient s'expliquer dans le cadre de la sélection sexuelle, mais que cela ne pouvait pas expliquer les couleurs voyantes de certaines espèces de chenilles, puisque les chenilles ne sont pas sexuellement actives.
Wallace lui fit remarquer que les rayures jaunes d'un frelon avertissaient du danger de la piqûre et qu'il pouvait en être de même pour les chenilles. Il relata aussi l'observation de John Jenner Weir : les oiseaux de sa volière ne consommaient pas certains papillons blancs alors que ceux-ci leur étaient bien visibles. Après avoir convaincu Darwin, Wallace exposa sa théorie à la Société entomologique de Londres. La première preuve expérimentale fut fournie par Weir en 1869 après deux ans d'observation.

## Mécanisme de défense

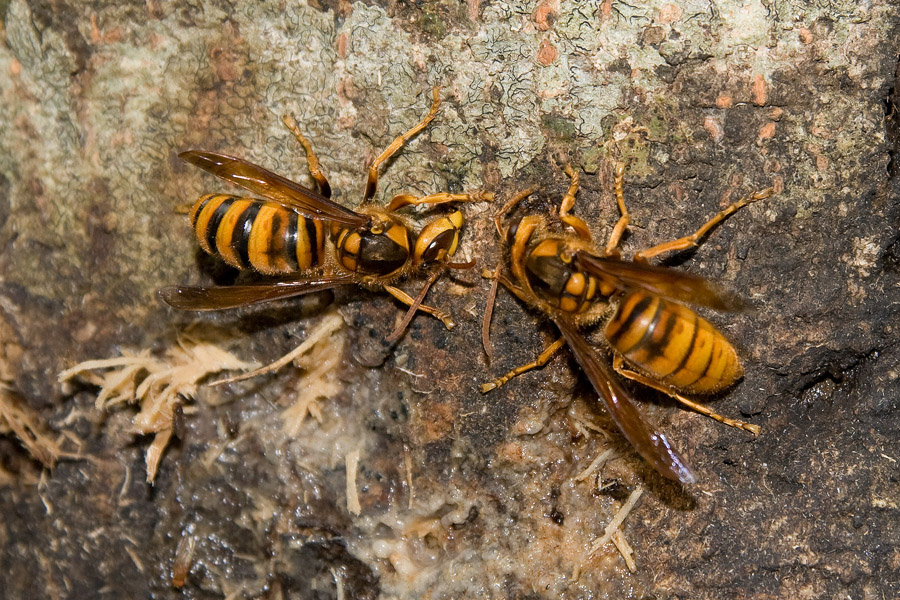
Frelons (Vespa simillima xanthoptera). Le motif rayé jaune et noir est un signal aposématique classique présent chez plusieurs insectes.

On suppose que le signal aposématique constitue un moyen de défense et qu'il avertit les prédateurs que ces animaux qui ne cherchent pas à se cacher représentent pour eux un danger (émission de sémiochimiques répulsifs, de substances toxiques, férocité) et qu'ils doivent donc les éviter. Cette stratégie présente ainsi un avantage autant pour le prédateur que pour la proie. Cependant, un certain nombre d'espèces inoffensives profitent de ce moyen de défense en imitant les signaux d'espèces aposématiques.
Si son efficacité est établie, l'aposématisme n'évite pas systématiquement la prédation. Ainsi, des oiseaux comme les merles peuvent contourner la défense chimique de punaises en les avalant très rapidement avant qu’elles aient le temps de projeter leur jet âcre et toxique. Certaines espèces d'oiseaux très proches, comme les mésanges, n'y touchent pas du tout, tandis que d'autres en consomment occasionnellement.

## Mimétisme

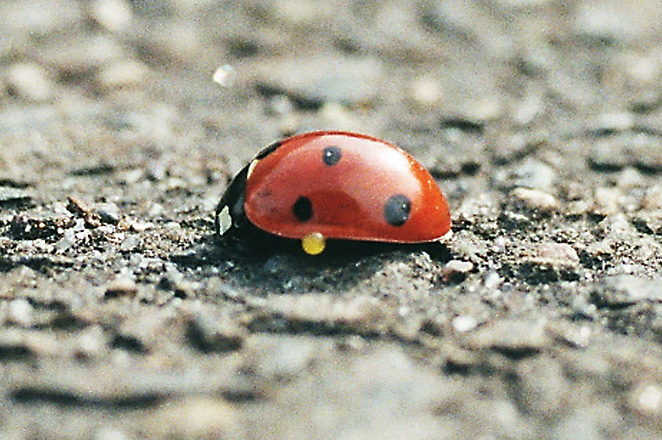
Comportement de défense d'une coccinelle à sept points exsudant via ses articulations de l'hémolymphe chargée d'alcaloïdes toxiques. Cette espèce pratique cette autohémorrhée (saignée réflexe) lorsqu'elle est menacée par un prédateur qui n'a pas associé sa couleur rouge aposématique, pourtant bien visible, à ce danger d'intoxication, ou qui peut neutraliser ces alcaloïdes par détoxication.

Les biologistes de l'évolution distinguent deux cas dans le cadre du mimétisme : le mimétisme batésien et le mimétisme mullérien. 
Dans le premier, l'imitateur est comestible ou non protégé mais copie un animal aposémate et se trouve ainsi protégé. Ce mimétisme batésien revient à l'acquisition d'un signal pseudaposématique.
Dans le second cas, l'imitateur est non comestible ou protégé et copie le signal aposématique d’une autre espèce. Ce mimétisme mullérien est dit synaposématique. Le synaposématisme renforcerait sa protection.
Exemple d'espèce utilisant le mimétisme chez les papillons : le Vice-roi imite le Monarque.

## Épisématisme
Le signal épisématique (du préfixe grec epí qui a une valeur augmentative) entraîne au contraire un rôle attractif, « soit pour favoriser le rapprochement des sexes par exemple chez les oiseaux et les poissons, dont les mâles ont des livrées aux couleurs vives en période de reproduction (coloration 'épigamique'), soit chez des prédateurs ou des parasites, qui simulent ainsi un partenaire sexuel ou une proie (coloration épisématique) ». 

## Exemples d'espèces aposématiques
Voici quelques exemples d'animaux possiblement aposématiques :
- le papillon monarque (Danaus plexippus)
- plusieurs espèces de Dendrobates
- plusieurs espèces de nudibranches
- la mouffette (famille des Mephitidae)
- le monstre de Gila (Heloderma suspectum)
- le criquet (Dactylotum bicolor)

## Galerie

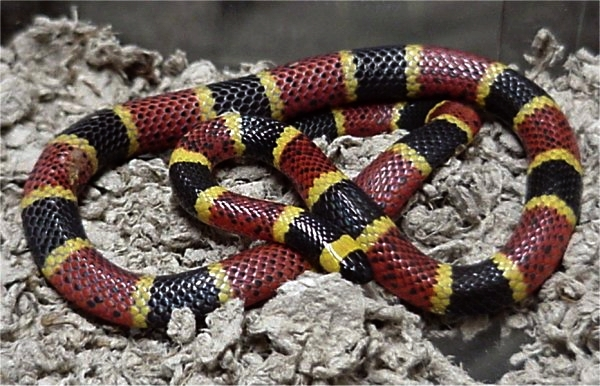
Un serpent venimeux : le serpent corail (Micrurus tener)
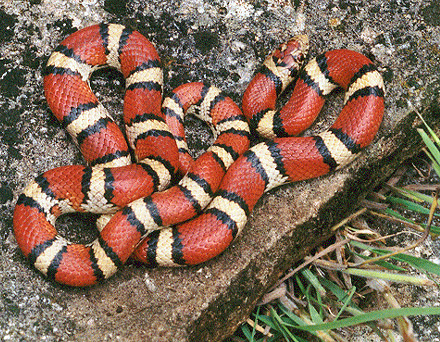
Une imitation inoffensive : la couleuvre faux-corail (Lampropeltis triangulum). C'est un exemple de mimétisme batésien.